# Malaien

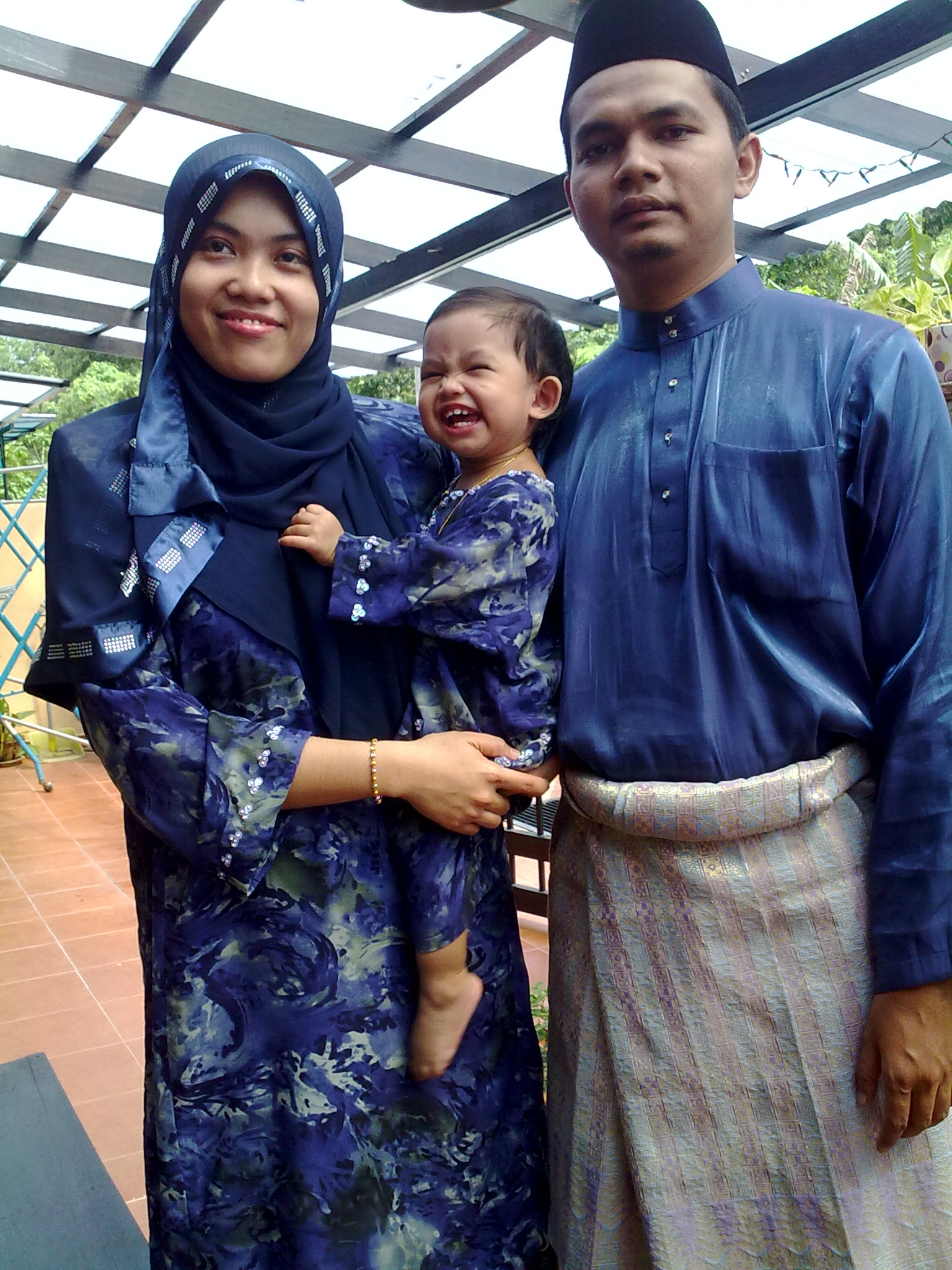
Malaiische Familie in traditioneller Tracht

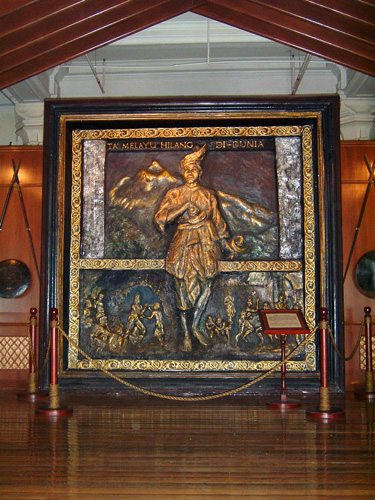
Der malaiische Volksheld Hang Tuah mit seinem berühmtesten Zitat: „Ta' Melayu Hilang Di-Dunia“ (Niemals solle das Volk der Malaien vom Angesicht der Erde verschwinden.)

Die Malaien (Orang Melayu, Jawi اورڠ ملايو) sind eine Ethnie in Südostasien. Sie gehören zu den austronesischen Volksgruppen und sprechen malaiische Sprachen, deren standardisierte Ausprägungen das Malaysische und das Indonesische sind. Fast alle Malaien (> 99 %) sind sunnitische Muslime.
Heute werden etwa 23 Millionen Menschen zu den Malaien gezählt, sie leben hauptsächlich auf der Malaiischen Halbinsel, im Osten von Sumatra und an den Küsten Borneos. Die Bevölkerungsmehrheit stellen die Malaien in Malaysia (51 %), im Sultanat Brunei (66 %), in den drei südlichsten Provinzen Thailands (66–80 %; siehe Malaien in Thailand) sowie in der indonesischen Provinz Bangka-Belitung (72 %). In Singapur stellen Malaien mit über 13 % der Bevölkerung die zweitgrößte ethnische Gruppe nach den Chinesen.
In Südafrika leben schätzungsweise 200.000 Kapmalaien (Personen, deren Vorfahren aus Niederländisch-Indien stammen), die dort die größte islamische Gruppe darstellen, allerdings mittlerweile die Afrikaans-Sprache angenommen haben.

## Definition in der Verfassung Malaysias
Artikel 160, Satz 2, der Verfassung Malaysias definiert alle Personen, die sich zum Islam bekennen, die malaiische Sprache sprechen, die malaiischen Traditionen befolgen und vor dem 31. August 1957 (Hari Merdeka) in Malaysia oder Singapur geboren wurden oder an diesem Datum dort sesshaft waren (Singapur gehörte bis 1965 zu Malaysia), sowie deren Nachkommen als Malaien.
Dieser ethno-religiösen Identität zufolge kann es keine nicht-muslimischen Malaien geben. Nicht-muslimische oder vom Islam abgefallene Malaien gelten offiziell nicht als Malaien, sondern als nicht-malaiische Staatsbürger Malaysias.
Jedoch gibt es einigen Widerstand gegen diese religiöse Definition. Einige, vor allem nationalistische, aber auch linksgerichtete Malaien befürworten die Definition als „Malaie“ per Jus sanguinis.
In allen Staaten des malaysischen Festlands stellen Malaien die Bevölkerungsmehrheit (zwischen 53 % in Johor sowie Selangor und 95 % in Terengganu). In Penang und der Hauptstadt Kuala Lumpur sind sie mit 42 bzw. 41 % annähernd gleichauf mit den Chinesen. In den beiden ostmalaysischen Staaten Sabah und Sarawak sind Malaien hingegen mit 7,5 bzw. 23 % klar in der Minderheit.

## Rassentheorie

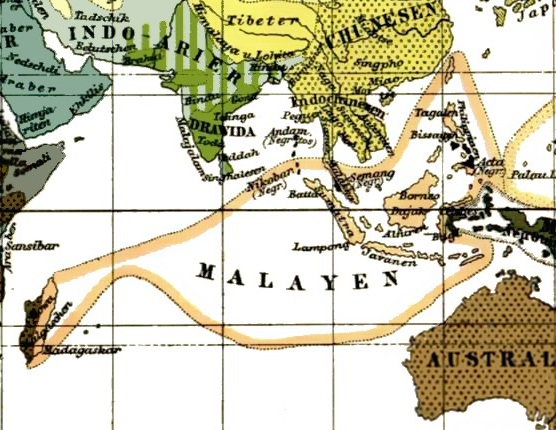
Verbreitung der malayischen „Rasse“ laut Meyers Konversationslexikon von 1885

In der Vergangenheit wurde der Begriff „Malaien“, geprägt durch die Rassentheorie des deutschen Wissenschaftlers Johann Friedrich Blumenbach aus dem 18. Jahrhundert, für nahezu sämtliche südostasiatischen Völker gebraucht und als eine Untergruppe der mongoliden Rasse betrachtet. Diese Deutung des Begriffs „Malaien“ wird heute nicht mehr benutzt.